# 安源路矿工人运动纪念馆
安源路矿工人运动纪念馆，位于江西省萍乡市安源区安源镇胜利广场的牛形岭山腰上，是为纪念安源路矿工人大罢工而建立的革命博物馆，为江西省文化厅直属单位。

## 历史
安源路矿工人运动纪念馆的前身是安源路矿工人俱乐部遗址陈列室，1955年8月开始筹建，1956年1月1日正式开馆，以安源路矿工人俱乐部旧址为馆址。1963年12月，更名安源路矿工人运动纪念馆。1968年7月1日，在安源牛形岭山腰开工兴建二层钢筋混凝土结构的陈列大楼，该馆也更名为“毛主席在安源革命活动纪念馆”，1969年4月落成开放，陈列大楼占地面积200亩，建筑面积3245平方米，陈列面积2400平方米。1972年9月，根据中共江西省委的决定，复名“安源路矿工人运动纪念馆”。1970年代至1980年代初期曾多次修正陈列内容。1984年8月31日，邓小平为该馆题写馆名。1985年12月，被江西省人民政府定为江西省重点名胜区、点。2010年被评为萍乡市首家国家4A级旅游景区。2017年被中国博物馆协会评为第三批国家一级博物馆。
纪念馆陈列大楼位于牛形岭山腰上，坐北朝南，门前有上山的阶梯，阶梯两旁为松林。主体建筑高24米，长100米，宽30米，为二层钢筋混凝土结构。建筑正立面有高约14米的6根大理石方开型大柱，两侧有巨大的两排纵向铸造金属字“星星之火 可以燎原”（由毛泽东题写）。正立面上方中央原先是带有镰刀斧头图案的安源路矿工人俱乐部部徽，两侧是红色瓷砖组成的东西各五面红旗以及大型有机玻璃火炬灯，2010年代将安源路矿工人俱乐部部徽改为青年毛泽东画像，瓷砖红旗及火炬灯未变。整个陈列大楼色调以红和黄为主。纪念馆陈列大楼是萍乡市文物保护单位。该馆西侧山坡上有萍乡革命烈士陵园。
陈列大楼收集有文物5100多件，文献史料及回忆录500多份，照片、录音、录像资料600多件。2010年代，陈列内容共分为6个部分（苦难和早期斗争；组织超来；路矿工人大罢工；二七惨案后的坚持和发展；工农联合，支援北伐；秋收起义、武装割据），主要介绍1921年至1930年安源工人运动历史，反映该时期中国共产党及毛泽东、刘少奇、李立三、陈潭秋等中国共产党党员在安源工人中建立中国共产党、中国共产主义青年团、工会组织，领导工人罢工，开展农民运动，建立革命统一战线，开展武装斗争的历史过程。另有《矿工苦》、《毛泽东去安源》、《大罢工》、《工农联盟》、《奔向井冈山》等大型雕塑。

## 下辖场所
安源路矿工人运动纪念馆除了陈列大楼外，还下辖并开放了毛泽东、刘少奇、李立三等老一辈无产阶级革命家及中共安源路矿党组织从事革命活动的场所14处，以及萍乡革命烈士陵园和革命烈士纪念馆：

#### 萍乡煤矿总局旧址
即盛公祠，1898年煤矿开办时兴建。起初是矿局总公事房，后来作为矿局聘用的德国工程技术人员住房。1916年汉冶萍公司总经理盛宣怀逝世后，矿局将此屋命名为“盛公祠”以纪念盛宣怀。屋前尚存为驻守所筑的炮台遗迹。该建筑是德国式样，建于山坡顶部，三层砖木结构。2013年“盛公祠”公布为第七批全国重点文物保护单位。

#### 安源煤矿井口
即总平巷，是安源煤矿开办时兴建的矿井主要出入口，是工人上下班及煤炭输出的总巷道。总平巷内分东平巷、西平巷。因地面平坦，故称总平巷。1898年建成，坐南朝北，背依安源山，为一座红砖砌成的门坊式建筑，通高约6米，井口上方塑造有铁锤（代表机械工人）、岩尖（代表采煤工人）图案以及“总平巷”三个大字，中间建有大拱门作为出入总口通往井下，两侧建有附属建筑物作为岗亭，用于矿警和工头监视工人。总平巷既是反映安源煤矿建矿史的文物，也是1922年9月罢工的重要场所。1921年秋，毛泽东曾从总平巷下矿井考察。刘少奇、李立三也曾多次到总平巷下矿井考察。1922年9月14日安源路矿工人大罢工从这里开始，井下工人接到罢工信号后，手握岩尖、斧头，高喊着罢工口号涌出井口，工人监察队在井口上方竖起“罢工”大旗，并用煤桶堵塞井口，日夜把守，不准任何人下井，直到罢工胜利。1957年公布为江西省文物保护单位。2013年“总平巷矿井口”公布为第七批全国重点文物保护单位。

#### 安源路矿工人俱乐部旧址
- 安源路矿工人俱乐部旧址（罢工前）：即安源路矿工人大罢工指挥部，位于牛角坡52号，共8栋7间，为砖木结构平房，建筑面积266平方米。这里原先是湖北同乡会会馆，后由安源路矿工人俱乐部购买作为部址。1921年冬，毛泽东偕李立三等人考察安源，提议将路矿工人组成“安源路矿工人俱乐部”。1922年3月，安源路矿工人俱乐部筹备委员会成立，先后召开三次筹备委员会会议，选举李立三为筹委会主任，朱少连为副主任，组成俱乐部领导机构“干事委员会”，并设文书股、宣传股、游艺股、会计股、工人监察队等办事机构，部员发展至300余人。1922年4月，毛泽东在长沙召开湖南党组织会议，听取李立三的工作报告，决定由李立三主持尽快成立安源路矿工人俱乐部。1922年5月1日，300多名俱乐部部员在此处集会纪念五一国际劳动节，并向各界宣告安源路矿工人俱乐部正式成立，通过了《俱乐部总章》及《部员公约》。1922年9月罢工时，罢工指挥部就设在俱乐部。李立三任罢工总指挥，住在秘密处策应；刘少奇任俱乐部全权代表，常驻俱乐部应付一切。罢工胜利后，1922年底俱乐部机关迁到半边街，这里改为工人补习学校第二校校舍。1982年“安源路矿工人俱乐部旧址”公布为第二批全国重点文物保护单位[3][9]。
- 安源路矿工人俱乐部旧址（罢工后）：位于半边街广场。1922年9月罢工胜利后，俱乐部部员发展至13000多人，并成立紫家冲、湘东、株洲、醴陵四个分部。经刘少奇主持，由工人自行设计并捐款兴建新的办公楼和活动场所，推选21人组成建筑委员会，负责俱乐部的建筑事务，朱少连任建筑委员会委员长。1923年4月，俱乐部迁至半边街广场。1924年5月1日竣工，建筑面积1266平方米，分为前、后两栋。前栋为办公楼，砖木结构两层楼房，共14间，该楼房起初是矿局职员合股经营的“协兴”洋货店，不久由俱乐部租用，后来买下作为办公场所，内设主任团、纠察团，裁判委员会、会计股、庶务股等的办公室以及代表会议室，俱乐部职员卧室。后栋为“讲演厅”，砖木结构轿顶式四层楼房，内设有演讲台及大厅，有800个坐位，厅后部及左右两侧共建有通楼三层，三层共设550个坐位，讲演台正面墙上挂有马克思、列宁像，两侧红布黑字对联是：“有团结精神有阶级觉悟；是劳工保障是人类福星。”上方横匾是“全世界无产阶级联合起来呵！”。工人经常在讲演厅集会，举办游艺、讲演等活动。刘少奇、黄静源、萧劲光等人都曾在讲演厅讲演或演文明戏。1923年4月，刘少奇与何宝珍在讲演厅举办文明婚礼。俱乐部是1920年代安源工人革命运动的中心，也是中国工人阶级的第一座工会大厦。1955年1月，中华人民共和国国务院拨款3万元修复该旧址。1957年7月1日公布为江西省文物保护单位。1982年“安源路矿工人俱乐部旧址”公布为第二批全国重点文物保护单位[3][9][6][7]。

#### 安源路矿工人大罢工谈判处旧址
即公务总汇，位于安源煤矿矿区内，于1906年建成，是砖木结构轿顶式二层楼房，建筑面积2258平方米。前后均设宽2米的走廊，大门正中有一楼梯，屋后两侧各有一旋转楼梯，门前有两排尖顶铁栅栏。原为萍乡煤矿总局办公大楼，矿长、高级职员、德国矿师等工程技术人员在此办公，通称“公务总汇”。1922年9月罢工时，赣西镇守使署在此设立戒严司令部，赣军旅长李鸿程为戒严司令。1922年9月16日，路矿当局约工人代表刘少奇到矿局总工事房商议解决办法，实际上准备用武力胁迫俱乐部领导人下令复工。刘少奇仍不顾风险赴会，同戒严司令及路矿当局谈判，闻讯赶来的数千名工人将戒严司令部包围，此后刘少奇在工人护卫下安全回到俱乐部机关。1922年9月17日晚，路矿当局同工人俱乐部签订草约。1922年9月18日，工人俱乐部代表李立三、萍乡煤矿局代表舒季俊、株萍铁路局代表李义藩在路局机务处签订了正式的十三条协议。工人俱乐部发表了《上工宣言》宣布复工。1922年9月18日当晚，铁路工人复工；次日凌晨，煤矿工人复工。至此罢工胜利结束。2006年，在公布第六批全国重点文物保护单位时，将“安源路矿工人大罢工谈判处旧址”归入第二批全国重点文物保护单位“安源路矿工人俱乐部旧址”。

#### 秋收起义安源军事会议旧址
原为工人学校第一校校舍，位于安源镇东面的张家湾一个小院内。坐东朝西，砖木结构，南北两栋相连，南端为七间平房，北端为砖木结构四栋三间二层楼房，共15间，前面有块大草坪，总占地面积1717平方米。1927年9月初，中秋节前夕，毛泽东奉中共中央委派，在这里主持召开秋收起义地区党的负责人和军事负责人参加的军事会议。会议研究了起义部署，并成立了中国共产党的前敌委员会，所以这也是前敌委员会的第一次会议。参加会议的有毛泽东、潘心源（中共浏阳县委书记、浏阳农军负责人）、蔡以忱（中共安源市委书记）、宁迪卿（中共安源市委委员）、王新亚（赣西农民自卫军总指挥、安福农军负责人）、杨骏（中共安源市委宣传部部长）等。2006年，在公布第六批全国重点文物保护单位时，将“秋收起义安源军事会议旧址”归入第二批全国重点文物保护单位“安源路矿工人俱乐部旧址”。

#### 安源路矿工人消费合作社旧址
位于安源镇老后街。安源路矿工人消费合作社于1922年7月成立，是中共领导下创办的中国第一个工人消费合作社，也是当时中国仅有的工人消费合作社，是中国工人阶级第一个经济组织，由中共安源路矿党支部书记、工人俱乐部主任李立三兼任总经理，毛泽民任消费合作社兑换股经理。社址设在工人补习学校内。1923年2月7日，由路矿工人集资建成新的消费合作社租用老后街中段的“刘协记”南货店，独设门面正式营业。“刘协记”南货店是一栋砖木结构建筑。除了老后街外，消费合作社还在安源新街设分社。正式营业后的消费合作社由易礼容任总经理，朱少连任副总经理。1923年3月易礼容离开安源后，毛泽民代理总经理。1923年7月毛泽民被推选为消费合作社第三任总经理。消费合作社设兑换股、粮食股、服物股、器用股。毛泽民任总经理期间主持制定了《安源路矿工人消费合作社办事公约》共17条。消费合作社发行了中共领导创办的经济实体中最早的股票。消费合作社印发的铜圆票是中共历史上最早的货币。1987年，“安源路矿工人消费合作社旧址”公布为江西省文物保护单位。

#### 安源路矿工人补习夜校旧址
即安源路矿工人第—所夜校旧址，位于安源镇老后街五福斋巷内，是一座二层四栋三间砖木结构楼房，上下对称，四周都有宽1.3米的走廊，原属于距安源4公里的丹江的大地主王守愚（当时担任萍乡煤矿顾问）家。1921年冬，毛泽东、李立三等人到安源开展工人运动，在老后街五福巷租用这栋房子的楼上三间，开办平民小学，免费招收工人子弟，李立三任教员，住在二楼。平民小学开办后，李立三常以访问学生家长的名义接触工人。1922年，在平民小学的基础上创办了第一所路矿工人补习学校。白天小学生上学，晚间工人上课，所以补习学校又称夜校。补习学校起初有60多位学员，按文化程度分成高低两班，夜校教材起初用粤汉铁路工人学校的讲义，后来由教员自己编印。夜校发给工人两套课本：一套是普通的识字课本，另一套是宣传革命的《工人读本》。夜校教科书介绍生活常识、自然科学、阶级斗争等方面知识。夜校经费起初由长沙、上海关心工人教育事业的人士募集，工人俱乐部成立后改由俱乐部拨给经费。1922年9月罢工胜利后，工人夜校从一所发展至七所，学员一千多人，同时设立了补习部、子弟部、妇女职业部及阅报室、图书馆，各工作处还设有读书处，备有《劳动周刊》、《工人周刊》、《大公报》等报刊，供工人在业余时间阅览。工人夜校不仅提高了工人的文化知识及阶级觉悟，还为培养工人运动干部，建立党、团、俱乐部组织奠定了基础。2019年“安源路矿工人补习夜校旧址”公布为第八批全国重点文物保护单位。

#### 安源毛泽东旧居
位于安源区八方井四十四号。1921年10月，出席中国共产党第一次全国代表大会后回到湖南省的毛泽东，为贯彻大会决议，于1921年秋来到安源开展工人运动。当时他的公开身份是湖南省立第一师范学校教员、一师附小主事（相当于校长）。他利用该身份以参观访问、走亲访友、推广平民教育的名义，到安源考察，住在八方井四十四号。此栋房屋是萍乡煤矿建矿初期由矿局兴建，为萍矿总平巷甲段段长毛紫云住房。毛紫云为湖南湘潭人，曾与毛泽东之父同在长沙做生意，毛泽东用这一同乡关系住在此处。该房屋中间是堂屋，左侧一间是毛泽东当时的卧室。毛紫云还让家里挑水的工人张竹林当向导，陪毛泽东四处走走，毛泽东就此开始广泛接触安源工人。2006年，“安源毛泽东旧居”公布为第五批江西省文物保护单位。

#### 1921年冬毛泽东、李立三来安源住处
即老后街刘和盛饭店。刘和盛饭店地处安源镇老后街中段，老后街是安源繁华地段，有多家大饭店，唯有刘和盛饭店设备简陋且价格便宜，工人、农民常食宿在此。1921年冬，毛泽东、李立三到达安源后，为与工人、农民接触，住在这里。同来者还有张理全（湖南劳工会评议干事）、宋友生（长沙的湖南省立第一师范学校附属小学教员），二人曾在长沙甲种工业学校任教，有些学生在安源当机械工人。毛泽东带他们二人来是想用师生关系同工人接触。在与工人的交谈中，毛泽东号召工人团结起来与资本家斗争，毛泽东还拿起饭桌上的筷子指出，一把筷子才不容易折断，团结起来才有力量。毛泽东还向工人讲了组织起来的具体方法，提议将路矿两局全体工人组成一个团体“安源路矿工人俱乐部”。1984年10月公布为萍乡市文物保护单位。

#### 决定大罢工的安源党组织会议旧址
位于安源镇牛形岭。1922年9月7日毛泽东到安源后，当晚便主持召开了决定工人大罢工的安源党组织会议。会议在中国共产党党员、株萍铁路工人周镜泉家举行，这栋房屋在牛形岭山腰，仅有一条小路通行，房屋周围都是高大的树木，十分隐蔽。工人俱乐部主任、党支部书记李立三因为出席长沙泥木工会成立大会而不在安源，党组织会议由毛泽东主持。参加会议的有朱少连、蒋先云、蔡增准、李涤生、周镜泉、朱锦堂等十多人。会议经讨论决定，立即组织路矿两局全体工人罢工。毛泽东指出，安源党组织要依靠工人，他还提出了“哀而动人”的罢工策略。会后，党支部依据这一罢工策略，提出了“从前是牛马，现在要做人”的战斗口号。1984年10月公布为萍乡市文物保护单位。

#### 秋收起义部队第二团出发地旧址
即张公祠，1907年，萍乡煤矿为纪念首任总办（即矿长）张赞宸，兴建了这栋二层砖木结构楼房“张公祠”。1927年9月初，毛泽东抵达安源，在张家湾召开了部署秋收起义的军事会议，决定将驻安源县、修水县、铜鼓县的部队合编为工农革命军第一军第一师，下辖三个团，其中第二团主要由安源工人纠察队、矿警队及萍乡县、醴陵县、安福县、莲花县、衡山县等地的农民自卫军组成，约2000人。1927年9月9日，秋收起义爆发。1927年9月11日凌晨，工农革命军第二团从张公祠出发，进攻萍乡县城。2006年，“秋收起义二团出发地旧址-张公祠”公布为第五批江西省文物保护单位。

#### 安源工农兵政府旧址
位于安源镇半边街。1930年9月，毛泽东、朱德率红一方面军来到安源，成立安源工农兵政府，亦即苏维埃政府。当时安源工人纠察队队部也驻此办公。中华人民共和国成立后，该遗址房屋长期被安源小学用作校舍。1984年10月公布为萍乡市文物保护单位。2007年在原址按照原样重建。

#### 安源工人暴动胜利万岁标语墙
位于安源镇张家湾村。1930年9月，毛泽东、朱德率红一方面军来到安源，红军战士在安源街头和农村书写了多幅革命标语，该处标语位于张家湾村一处民房的围墙上，标语内容是：“安源工人暴动胜利万岁”。红军离开安源后，经当地群众多次保护，并多次修缮顶部墙檐，才留存下来。1984年10月公布为萍乡市文物保护单位。

#### 黄静源烈士殉难处纪念碑
位于安源镇半边街。黄静源籍贯湖南省郴县，1900年生。1923年10月，黄静源任安源路矿工人俱乐部安源分部主任，1924年8月升任安源路矿工人俱乐部副主任。1925年9月，黄静源遭到路矿当局逮捕，受到严刑逼供，但拒不投降，于1925年10月16日被当局枪杀于此地。遗体后经中共党组织及群众运抵湖南长沙，葬在岳麓山。1984年10月公布为萍乡市文物保护单位。

#### 1926年中共安源地委旧址、1930年毛泽东来安源住处
位于安源镇新街八十间。是1923年成立的中共安源地委办公用房。1930年9月，毛泽东来安源时在此住宿。1984年10月公布为萍乡市文物保护单位。

#### 中共湖南省委机关移驻安源革命活动展览馆
位于安源镇张家湾水府庙。在第三次全国文物普查和革命遗址普查中，在萍乡市安源区安源镇方家坳村黄开元家发现了中共湖南省委机关旧址。1928年5月下旬，中共湖南省委决定将省委机关迁至安源方家坳。后中共湖南省委机关迁离，黄开元的父亲买下该房屋居住。2009年下半年，中共湖南省委曾组织考察队，到黄开元家考察，当时提出要保护并修缮该旧址。但此后因黄开元与安源镇人民政府在拆迁补偿问题上未能达成一致，该旧址未获得腾退及修缮。2010年8月初，安源路矿工人运动纪念馆建设的“中共湖南省委机关驻安源革命活动展览馆”在萍乡市安源张家湾的水府庙对外开放，水府庙是由三间并排的平房组成的庙宇，中华人民共和国成立后有居民长期居住，与中共湖南省委机关无任何联系，仅作为举办该展览之用。

#### 安源工运时期廉政建设陈列馆
位于安源路矿工人运动纪念馆的下广场，2009年7月17日开馆。由中共萍乡市纪委、萍乡市文化（新闻出版）局、安源路矿工人运动纪念馆联合建成。展馆于2009年3月动工，2009年5月底完成土建工程并开始布展，2009年6月底全面竣工。展馆建筑面积300多平方米。

## 相关
- 安源路矿工人俱乐部
- 安源路矿工人俱乐部之歌